# Scleria vichadensis
Scleria vichadensis är en halvgräsart som beskrevs av Frederick Joseph Hermann. Scleria vichadensis ingår i släktet Scleria och familjen halvgräs.
Artens utbredningsområde är Colombia. Inga underarter finns listade i Catalogue of Life.